# Хуты (Дагестан)
Хуты (вариант Хути) — село в Лакском районе Дагестана. Входит в состав сельского поселения «Сельсовет «Хуринский»».

## Географическое положение
Село расположено в 12 км к северо-западу от районного центра — села Кумух, на левом берегу реки Хутралнех (бассейн реки Казикумухское Койсу). Село находится на высоте 1750 м.

## История
Хутинский сельсовет образован декретом ВЦИК от 20.01.21 в составе Мугарского участка Казикумухского округа. Входил — с 1922 в Лакский округ, с 1928 в Лакский район. Ликвидирован указом ПВС ДАССР от 26.09.73, с. Хути передано в Хуринский сельсовет.

В 1944 году часть населения переселена в село Банайаул Ауховского района (ныне село Новолакское Новолакского района).

## Население
| 1869 | 1888 | 1895 | 1926 | 1939 | 1970 | 1989 |
| ---- | ---- | ---- | ---- | ---- | ---- | ---- |
| 263  | ↗593 | ↗612 | ↘470 | ↗626 | ↘101 | ↘48  |
| 2002 | 2010 | 2021 |      |      |      |      |
| ↗63  | ↘57  | ↘13  |      |      |      |      |

## Уроженцы
- Ибрагимова, Мариам Ибрагимовна — писатель, автор романа «Шамиль»[12]
- Курамагомед Минкаилов (род. в 1936) — академик Российской академии медико-технических наук, доктор медицинских наук[13][14]
- Салих Халилов (1919—2004) — генерал-майор[15][16]
- Айшат Магомедова (род. в 1927) — депутат Верховного Совета СССР